# Ляник, Марью
Ма́рью Вольдемаровна Ля́ник (эст. Marju Länik, род. 7 сентября 1957, Отепя, Эстонская ССР) — советская и эстонская певица.

## Биография
Марью Ляник родилась 7 сентября 1957 г. в эстонском городе Отепя. Начала петь с середины 1970-х годов в своём родном городе. Путь на эстраду для Марью начался во время её учёбы в Таллинском педагогическом институте. Как солистку студенческого ансамбля её заметили любители музыки и критика. Ляник предлагают сотрудничество ведущие эстонские молодёжные группы. Она начинает записываться на радио, участвовать в музыкальных программах телевидения. Первые концерты были даны в Москве, Киеве, Ленинграде и Риге. В 1977—1979 годах пела в ансамбле «Nustago» (г. Отепя) и в трио «Sarm»; в то же время, была солисткой оркестра «Vana Toomas» при Таллинской филармонии.
Марью Ляник выступала во многих эстонских коллективах: «Мобиле», «Мюзик-Сейф»(1981), «Витамин» (1981—1984 гг.), «Контакт», «Диалог».
В 1984 году Марью Ляник становится солисткой ансамбля «Махавок» (1984-1986 гг.), с её приходом «Махавок» превратился в сопровождающий её ансамбль, что в некоторой степени было связано с переходом группы на профессиональную работу в Государственную филармонию Эстонской ССР. Ансамбль, в основном, исполнял сентиментальные шлягеры и песни в стиле «поп».
В качестве солистки принимала участие в нескольких международных конкурсах, в том числе «Intertalent-85» в Праге (Чехословакия) и «Гала-86» в Гаване (Куба) и «Башни Вильнюса». Её гастрольные поездки проходили в Финляндии, Югославии, Чехословакии и на Кубе. В 1985 году участвовала с группой «Махавок» в концерте в парке Горького в Москве во время Всемирного фестиваля молодёжи и студентов.
Большую часть репертуара Марью Ляник составляют песни, написанные эстонским композитором Миком Тарго, руководителем ансамбля «Махавок», однако в творческом багаже певицы имеются произведения таких авторов, как Давид Тухманов, Ивар Мянник, Игорь Саруханов, Лаури Лаубре, Ким Брейтбург, Хейни Вайкма, Владимир Матецкий. Стихи для песен Марью Ляник писали такие поэты, как Юрий Кыргема, Лариса Рубальская, Реэт Линна, Андрей Лукьянов, Леэло Тунгал, а также два знаменитых советских поэта-песенника Михаил Танич и Хельдур Кармо.
В 2001—2005 годах училась в Таллинском университете и получила диплом бакалавра с отличием, а затем и степень магистра с отличием в области культуры.
После распада СССР Марью Ляник работает в основном в Эстонии. Певица принимала участие в многочисленных телевизионных шоу на эстонском телевидении.

## Репертуар
- Annan sind vabaks (Отпущу тебя) — Кайя Кылар, Реэт Линна
- Astu vaid üks samm (Сделай первый шаг) — Ивар Муст, Реэт Линна (русский текст Лариса Рубальская)
- Aeg ootab — Хэйни Вайкма, Хельдур Кармо
- Ei võrdset sulle (I’m So Excited) — Тревор Лоуренс, Марью Ляник
- Head uut aastat (Белый лист) — Микк Тарго, Хельдур Кармо (русский текст Михаил Танич)
- Hingepeegel (Зеркало души) — Сергей Манукян, Микк Тарго, Генри Лакс
- Слово в слово (Ikka jälle) — Игорь Саруханов (эстонский текст Хельдур Кармо)
- Jää kauaks mu juurde — Хэйни Вайкма, Хэльги Муллэр
- Как замёрзшая ветка (Jäätunud raag) — Давид Тухманов, Виктория Волконская (эстонский текст Леэло Тунгал)
- Kaks mina (Две жизни) — Микк Тарго, Леэло Тунгал (русский текст Игорь Лазаревский)
- Karikakar (Ромашка) — Микк Тарго, Юрий Кыргема (русский текст Андрей Лукьянов, Маргарита Пушкина)
- Красный рок (Sabasamm) — Ким Брейтбург, Андрей Лукьянов (эстонский текст Отт Ардер)
- Kitarr (Гитара) — Микк Тарго, Хельдур Кармо (русский текст Маргарита Пушкина)
- Kui sul on raske (Следы на песке) — Микк Тарго, Леэло Тунгал (русский текст Ольга Писаржевская, Анатолий Монастырёв)
- Kodumaa loodus (Природа родного края) — Микк Тарго, Эло Вийдинг
- Где вы аисты? (Kus küll kured olla võiks?) — Игорь Саруханов, Михаил Андреев (эстонский текст Хельдур Кармо)
- Ma tulen, sa lähed (Спешите сердца\В эту минуту) — Микк Тарго, Хельдур Кармо (русский текст Алексей Ольгин и Леонид Дербенёв)
- Mäng (Игра) — Микк Тарго, Хельдур Кармо
- Metsaneid (Зима) — Микк Тарго, Тынис Мяги (русский текст Алексей Ольгин)
- Начнём всё сначала — Микк Тарго, Алексей Ольгин
- Найди меня (Mind kuula sa) — Ким Брейтбург (эстонский текст Реэт Линна)
- Minu maailm (Этот безумный мир) — Микк Тарго, Хельдур Кармо (русский текст Алексей Ольгин)
- On nii vähe õnneks vaja (Счастью так мало нужно) — Стив Уинвуд, Леэло Тунгал
- On üks meil hing (Мы будем одной душой) — Лаури Лаагус, Овэ Петерселл (русский текст София Галия)
- Õnnemaa (Земля счастья) — Лаури Лаубре (русский текст Александр Кришта)
- Одуванчик детства (В. Мигуля — С. Осиашвили)
- Солдаты ходят по земле (⁭Ma lähen jälle tulle) — Микк Тарго, Алексей Ольгин (эстонский текст Янно Лухков)
- Солнечный жар (Päikesemaa) — Владимир Матецкий, Ольга Писаржевская, Анатолий Монастырёв (эстонский текст Юрий Кыргема)
- Saatus (Закат) — Микк Тарго (русский текст Алексей Ольгин)
- See öö on armastuse aastapäev — Гэрри Гоффин, Майкл Массэр, Леэло Тунгал
- Südame laul (Наши глаза) — Микк Тарго, Хельдур Кармо (русский текст Андрей Лукьянов)
- Suvekuninganna (Королева лета) — Микк Тарго, Юрий Кыргема (русский текст Андрей Лукьянов)
- See on laul (Песня моя) — Микк Тарго, Хельдур Кармо (русский текст Маргарита Пушкина)
- Täheõis (Звёздный цветок) — Тибор Конз, Хельдур Кармо
- Terassüdamega mees (Железный человек) - Джон Фарнхам, Реэт Линна
- Tea siis vaid (Летний день) — Том Сноу, Юрий Кыргема (русский текст Валли Оявере)
- Teed me ümber (Дороги вокруг нас) — Микк Тарго, Хельдур Кармо
- Трамвай желание (Jumalagajätt) — Игорь Кисиль, Сергей Алиханов (эстонский текст Отт Ардер)
- Хочу я руки распахнуть — Игорь Саруханов, Андрей Новиков
- Varjude mäng keerleb täiskuu kumas — Майк Олдфиелд, Леэло Тунгал
- Veerev kivi (Посторонние) — Микк Тарго, Леэло Тунгал (русский текст Михаил Танич)

Примечание: в скобках указаны названия русских версий песен и — наоборот — эстонских.

## Общественная жизнь
- В 1986 году, после аварии на Чернобыльской АЭС, Марью Ляник побывала с группой «Махавок» на Украине, где тысячи людей, в том числе и из Эстонии, участвовали в спасательных работах. Рабочие были на эмоциональном подъёме после этих концертов.
- Являлась членом городского собрания Таллина от Партии реформ.

## Признание и награды
В 1986 году награждена медалью За трудовую доблесть.
В 1987 году вместе с композитором Миком Тарго и поэтом-песенником Алексеем Ольгиным стала лауреатом фестиваля военной песни «Когда поют солдаты» за исполнение песни «Солдаты ходят по земле».
В 2020 году награждена орденом Белой Звезды 5-й степени.
Певицу называют «эстонской Мадонной».

## Дискография
- 1986 — Песня сердца
- 1990 — Если ты сам пришел
- 1989 — Estraaditähestik (Азбука эстрады)
- 1995 — Ведь я женщина
- 1997 — Смеясь и улыбаясь
- 2002 — Ti Amo
- 2007 — Марью Ляник лучшее 1
- 2007 — Марью Ляник лучшее 2
- 2017 — Марью Ляник. Золотой фонд Эстонии

## Фильмография
- 1978 — документальный музыкальный фильм «Suveviisid Võrtsjärvel» (Летний визит на Выртсъярв) режиссёр Элмо Лёэве (Elmo Lööve)[3];
- 1987 — документальный музыкальный фильм «Pingul keel», режиссёр Тойво Элме (Toivo Elme)[4];
- 1992 — фантастический телефильм «Eesti näkid», режиссёр Иллис Ветс (Illis Vets), кинокомпания «Eesti Telefilm» (роль второго плана)[5].

## Персональное
Дважды разведена. Первый супруг — Мати Ваарманн, родной брат певицы Анне Вески. Второй супруг — композитор Лаури Лаубре.
Собака певицы породы бульдог по кличке Мона стала лучшей охотничьей собакой 2009 года.